# 東六宮
紫禁城內廷東六宮，在明清兩朝皆作為皇帝妻妾之居所。清朝在雍正朝以後的歷代皇后，皆不再以坤寧宮為寢宮，而是在東六宮和西六宮選定一座空宮為寢宮。明朝紫禁城的東六宮全數作為嬪妃所居；清朝時期則將景陽宮作為御書房和藏書處，因此清朝時期並未有任何嬪妃居住於景陽宮內。
這東六宮分別為：
- 承乾宮
- 景仁宮
- 鍾粹宮
- 永和宮
- 延禧宮
- 景陽宮

這六座宮殿，因整齊有緻的坐落於紫禁城的子午線東側，因而被統一稱作東六宮，與之相對應的還有子午線西側的西六宮。而東、西六宮（有時又被稱做東西十二宮），又像兩腋般夾挾著中央的後三宮，因而與古代所謂的掖庭相對應。

## 參看
- 西六宮
- 紫禁城
- 清朝後宮